# Hamnavoe
Hamnavoe er en idyllisk fiskeleje på West Burra og er Shetlandsøernes næststørste by med 500 indbyggere og en vigtig fiskerihavn. Næsset Fugla Ness med sit fyrtårn beskytter byen mod det åbne Atlanterhav.
I 1890 var der kun 6 huse, men i 1920 blev der i forbindelse med havnebyggeriet bygget mange nye huse. En del af de små betonhuse med skifertag er malet i mange forskellige farver af restmaling fra bådene.